# مفاغرة دمعية أنفية
مفاغرة دمعية أنفية (بالإنجليزية: Dacryocystorhinostomy)‏ هي عملية جراحية تتم لإصلاح تدفق الدموع من الكيس الدمعي إلى داخل الأنف وذلك في حال انسداد القناة الأنفية الدمعية.

## العملية

### الجراحة التقليدية
يتم إجراء شق صغير على أحد جانبي الانف ويتم استئصال بعض العظام لخلق اتصال مع الانف. تُوضع أنابيب تصريف لمنع انسداد الشق وتسهيل تدفق الدمع من العين إلى الانف وتتم إزالتها بعد عدة أشهر.